# 酒井正親
酒井正親（1521年（永正18年）—1576年8月15日（天正4年7月21日））是從室町時代後期到戰國時代武將。松平氏（德川氏）的家臣，在松平清康・廣忠・德川家康底下服侍了3世代。父親是酒井清秀。兒子酒井重忠、酒井忠利。娘兒嫁予長澤松平家一門的松平近清。一說初名是政家。
三河國坂井郷出身。與君主家康在初戰就跟隨，為其做事而有所感嘆（「德川實紀」（東照宮御實紀））。 家康被作為人質兒送到駿府的時候，並一起跟去駿府共同行動行動。永祿4年（1561年）時攻打三河西尾城，攻下後成為城主。
1576年7月21日、以56歳病死。墓地在愛知縣岡崎市的龍海院。此外，兵庫縣姬路市的姬路神社將正親視為姬路藩主的祖先當成祭神。